# Francesco Coniglio
Francesco Coniglio (Catània, 11 d'octubre de 1916) és un polític sicilià. Llicenciat en Dret, fou empresari agrícola. Ha estat membre del Consell General i del Comitè d'Administració de la Cassa di Risparmio i vicepresident de l'Institut Immobiliari de Catània. Membre de l'Institut d'Administració San Berillio i pfresident del Comitè de Coordinament Interassessorial.
Fou elegit membre de l'Assemblea Regional Siciliana per la Democràcia Cristiana Italiana a les eleccions regionals de Sicília de 1955, 1959, 1963 i 1967 pel districte de Catània. El 1959 fou assessor d'obres públiques, després d'administració civil i ens locals, el 4 d'agost de 1964 fou elegit president regional fins al 19 de gener de 1967. No es va presentar a les eleccions de 1971 i fou elegit president de l'Espi.